# Guerra antisubmarina

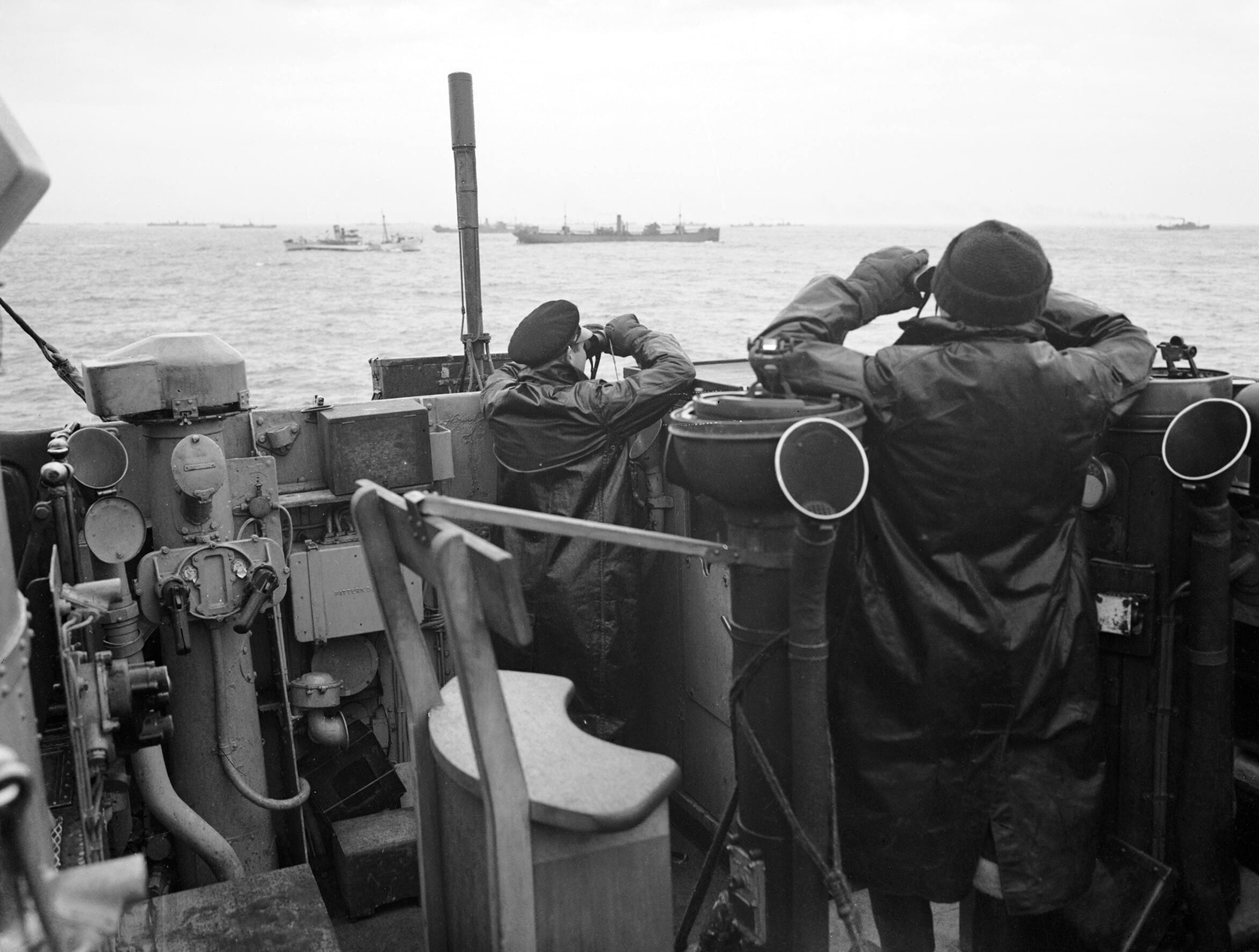
Oficials en el pont d'un destructor fent tasques d'escorta de combois i vigilant la possible aparició de submarins enemics durant la Batalla de l'Atlàntic, a l'octubre de 1941.

La guerra antisubmarina (en anglès: Anti-submarine warfare) (ASW) és un tipus de guerra naval en la qual es fan servir vaixells de guerra, aeronaus o altres submarins per rastrejar, trobar, danyar o destruir submarins enemics. Com en moltes formes de guerra, l'èxit de la guerra antisubmarina depèn d'una barreja de tecnologia de sensors i armes, entrenament, experiència i sort. Un element clau de la guerra antisubmarina és l'equipament de sonar sofisticat per a una primera detecció, localització i rastreig del submarí objectiu. Per destruir els submarins es fan servir torpedes i mines, que són llançades des de plataformes aèries, vaixells de superfície i submarins. En el passat eren usats altres mitjans de destrucció però ara estan obsolets. La guerra antisubmarina també implica la protecció dels vaixells aliats.

## Tàctica
Els bucs de superfície orientats cap a la ASW o Guerra Antisubmarina es denominen bucs escortes. Les operacions corresponents
consisteixen en un joc de gat i ratolí en el qual els bucs escorta bloquegen l'accés delos submarins a les unitats més valuoses. Al seu torn qualsevol comandant de submarí buscarà una manera de colar-se entre els escortes i cobrar-se una presa de valor.
Quan un submarí denuncia la seva presència, ja sigui simplement pel llançament de un torpede o per l'atac a un buc, el sonar de l'escorta ASW possibilita una caça efectiva.
Una eina de Guerra Submarina en cas de guerra és l'ocupació de combois. La funció dels combois és dificultar els atacs dels submarins, exposant menys als vaixells i maximitzant la protecció dels escortes. També els combois es poden allunyar dels submarins si a més es compta amb avions de patrulla ASW a la zona. Tret que els submarins siguin realment veloços i no necessitin carregar bateries els resulta difícil seguir a un comboi i col·locar-se en posició d'atac. Així mateix, en el passat, quan un submarí aconseguia atacar un comboi, probablement no podia intentar atacar un gran nombre de bucs abans d'haver d'allunyar-se i evitar als escortes. Per això els dissenys de submarins sempre busquen que sigui el més veloç possible en immersió perquè així major sigui el temps que podrà romandre dins de l'àrea on es trobi el comboi i major el seu rendiment.
L'Alemanya Nazi va crear el submarí Tipus XXI de gran autonomia i molt veloç en immersió per a l'època. Els aliats ho consideraven molt perillós en 1945. Actualment els moderns submarins dièsel-elèctrics tracten d'obtenir dissenys ràpids en immersió i que necessitin sortir el mínim a superfície.
Una altra part de les característiques de la Guerra Antisubmarina són les armes. Com més gran sigui l'abast efectiu del torpede, majors les possibilitats que el submarí pugui atacar des de fora del cèrcol dels bucs d'escorta. Com més gran sigui la quantitat d'escortes disponibles, més gran serà la zona protegida i menor la utilitat d'un torpede guiat de llarg abast. Per això les marines occidentals van adoptar l'helicòpter antisubmarí en les seves missions d'escorta.
El desenvolupament dels sistemes AIP proporciona als submarins convencionals major autonomia en immersió, abans limitada a períodes d'hores i que ara s'estén a setmanes, millorant en gran manera la seva discreció i adaptació a escenaris litorals. Les marines d'Alemanya, Itàlia, Japó, Austràlia, Canadà i l'Índia han mostrat un gran interès per obtenir submarins convencionals oceànics, amb dissenys que aconsegueixin per millorar la capacitat d'operar en aigües litorals i augmentar la seva velocitat i permanència en immersió. El rècord ho té l'alemany O-32, amb 18 dies en immersió.
Les marines occidentals enfoquen el futur de la Guerra Antisubmarina amb a l'ocupació conjunta i coordinat de vaixells i avions, als quals a més se sumarien les capacitats dels submarins i dels AUV (Autonomus Unmanned vehicles) antisubmarinos.

## Història
Els primers atacs a un vaixell per un vehicle submergible que es creu que va ser durant la Guerra d'Independència de 1776, utilitzant el que ara es diu una mina, la qual cosa llavors es deia torpede, malgrat diversos intents de construcció de submarins que s'havia fet abans. La primera impulsada torpede va ser inventat en 1863 i engegat de les embarcacions de superfície. El primer submarí amb un torpede va ser la II Nordenfeld construït en 1886, encara que s'havia proposat anteriorment. En la guerra rus-japonesa de 1904-5 el submarí va ser una amenaça important. En l'inici de la Primera Guerra Mundial prop de 300 submarins en servei. Els bucs van ser construïts amb una banda d'armadura com a protecció contra torpedes.

### Primera Guerra Mundial
Durant la Primera Guerra Mundial els submarins eren una amenaça important. Que operaven en el Mar Bàltic, el Mar del Nord, Mar Negre i Mediterrani, així com l'Atlàntic Nord. Anteriorment s'havia limitat a aigües relativament tranquil·les i protegides. Els bucs utilitzats per lluitar contra ells eren una sèrie de petits bucs de superfície ràpida. Es va basar principalment en el fet d'un submarí de la jornada va ser sovint en la superfície d'una sèrie de raons, tals com la càrrega de bateries o creuar llargues distàncies. El primer enfocament per a protegir els vaixells de guerra van ser xarxes metàl·liques penjades dels costats de vaixells de guerra, com a defensa contra torpedes. Les xarxes també es van col·locar en l'entrada de les bases Navals del port per controlar el transit de submarins i bucs. Els vaixells de guerra britànics van ser equipats amb un esperó per a atacar submarins, l'O15 va ser enfonsat a l'agost de 1914.
El juliol del 1915 els britànics van establir el "Consell de la invenció i la recerca" per avaluar els suggeriments del públic, així com dur a terme les seves pròpies recerques. Es van rebre unes 14.000 suggeriments sobre la lluita contra submarins i wireless. Al desembre de 1916 la RN crea la seva pròpia Divisió anti-submarins (d'on va venir el terme "Asdics"), però les relacions amb el BIR eren pobres. Després de 1917 l'obra més ASW es va realitzar ASD. Als EUA un Consell Consultiu de la Marina va ser creat en 1915 per avaluar les idees. Després de l'entrada d'Amèrica en la guerra en 1917, va animar a avançar en la detecció de submarins. El National Research Council dels EUA, una organització civil, va reunir a experts britànics i francesos en el so sota l'aigua a una reunió amb els seus homòlegs nord-americans al juny de 1917. A l'octubre de 1918 va haver-hi una reunió a París el "Sonics", un terme utilitzat per a la ressò-van, però la tècnica estava encara en la recerca pel final de la guerra.

### Entreguerres
En 1932 s'instal·là el primer equip sonar en un buc nord-americà.
La Royal Navy es va enfocar a millorar els equips de detecció Antisubmarinos. Van desenvolupar el registrador de profunditat, un equip que va permetre al buc ASW una resolució de control tiro de les seves càrregues de profunditat raonablement precisa per la epoca. En col·laboració amb França es va crear el sonar actiu (ASDIC – Allied Submarine Detection Investigation Commitee) i van dur a terme abundants experiments de transmissió de so per sota de l'aigua. Un dels resultats d'aquestes experiència va ser la introducció del dom sonar hidrodinàmic.
En 1939 els EUA van signar un conveni per intercanviar informació científica amb el Regne Unit. En 1941 ja s'havien incorporat la majoria de les idees angleses als experiments nord-americans.

### Segona Guerra Mundial
Durant la guerra va haver-hi dues grans ofensives submarines. A l'Atlàntic els sumarins alemanys es van llançar contra el trafic marítim aliat. Al Pacífic els submarins nord-americans van fer el mateix contra Japó.

#### Atlàntic
L'esclat de la Segona Guerra Mundial aviat va demostrar a la Royal navy l'inadequat de les armes antisubamrinas que emprava, derivades de les tàctiques de la Primera Guerra Mundial. La guerra va portar nous elements a la lluita ASW. Entre ells el Sonar, el Radar, noves càrregues de profunditat, avions ASW, etc. Els submarins, al seu torn, van millorar la seva autonomia, abast i poder destructiu. Moltes de les característiques dels submarins convencionals actuals (per exemple, el schnorkel) daten d'aquesta època.
Davant les perdudes de bucs la Royal Navy va recórrer als combois. Les operacions de combois són més efectives sobre una base estadística: els submarins enfonsen molts bucs, però en fer-ho s'exposen als contra-atacs per part de forces ASW concentrades, i al llarg del temps la força de submarins desapareix o els seus comandants decideixen que prefereixen no atacar els combois. Així és com els aliats van guanyar la Batalla de l'Atlàntic durant la II Guerra Mundial.
L'aviació ASW aliada i els navilis d'escorta, equipats amb radar i Asdic, es van desplegar cada vegada en major nombre a les zones de caça dels submarins, obligandoles a submergir-se, on la seva velocitat i flexibilitat operacional es reduïen molt. L'accés a decodificar informes alemanys, va permetre als combois canviar les seves rutes per evitar les concentracions de submarins.
Una de les novetats de la guerra va ser la creació per la Royal Navy de grups Hunter-Killer i les seves tàctiques, una idea del Capità Frederick Walker. Walker va desenvolupar l'atac envolupant, en el qual un navili a velocitat lenta amb el Asdic realitzava un atac normal mentre que altres dos se situaven amb els seus Asdic apagats, a 45 metres en cada feix. Els tres llançaven llavors una àmplia mostra de càrregues que atrapaven al submarí. Quan les condicions Asdic eren dolentes i era probable que un submarí escapés del contacte es va adoptar una tècnica anomenada l'atac mòbil. Un navili mantenia una distància de 900 metres amb l'objectiu, sense intentar apropar-se. Al mateix temps dirigia a un altre navili d'escorta al llarg de la marcació del submarí fins que navegava just davant. El comandant del navili llançaria llavors 26 càrregues per parells a intervals de nou segons. El submarí, conscient només de la xiulada del Asdic distant del seu rastrejador a popa, es dirigia en línia recta a una catifa descendent d'alt explosiu. Si el submarí prenia un rumb en zig-zag evasiu s'assignaria tres navilis, guiats des de popa, per crear una barrera mòbil.
La aparicion del Portaavions d'Escorta va modificar la guerra maritima, ja que eren extremadament efectius en l'escorta de combois i en la composició de grups Hunter-Killer.

#### Pacífic
Els japonesos només van instituir el sistema d'escortes i conoyes tarda, quan s'havien sofert perdudes tremendes en la seva marina mercant. Les escortes assignades van ser en general bucs obsolets i de segona fila.
El setembre del 1943 es va instituir la Gran Flota d'escorta, que mai va tenir mes de 150 bucs. Es van assignar 5 portaavions d'escorta per a aquestes tasques però per a octubre de 1944, quatre d'ells havien estat ja enfonsats sense haver escortat més de dos combois. Quant a les escortes aèries van sofrir idèntica sort. Fins a finals de 1944 no es va disposar de radar en avions i est era tan rudimentari que amb freqüència es preferia l'observació o detecció visual. En general les comunicacions entre les escortes i els bucs eren rudimentàries, defectuoses així com els aparells de detecció submarina com sonessis i radars. Els nord-americans davant el canvi d'actitud de la Marina Imperial quant a la guerra antisubmarina van adoptar les tàctiques alemanyes de les rajades de llops.
La combinació de tota aquesta falta de tecnologia, defectes operacionals i organitzatius explica la poca efectivitat ASW dels japonesos i les baixes relativament escasses que va sofrir l'arma submarina nord-americana, uns 54 en total en el Pacífic.

### Guerra Freda
Durant la Guerra Freda, la guerra submarina i antisubmarina va tenir un pes important en l'OTAN. Els Bucs d'escorta ASW s'ensinistraven a consciència i no es concebien unes maniobres sense la presència de submarins que posessin a prova nous equips i sistemes per frenar als submarins soviètics.
Durant la Guerra Freda, les marines occidentals van construir nombroses fragates ASW per fer front als submarins soviètics en l'Atlántico Nord. Les fragates tenien la missió d'escortar combois o formar grups de combat ASW per reforçar l'escorta dels combois, en el cas que haguessin de combatre una gran quantitat de submarins d'atac sovieticos. Els grups ASW també es preveia que poguessin operar en forma ofensiva contra submarins detectats pels sistemes de llarg abast de l'OTAN tals com el SOSUS(Sound Surveillance System, Sistema de Vigilància de Sons) que permet la detecció en aigües profundes. Durant la Guerra Freda SOSUS va tenir un gran exito en la persecució de submarins sovieticos, detectant els seus febles senyals acústics.
La guerra ASW tenia lloc en aigües profundes de l'Atlántico i el Pacífic nortes, on les condicions dels sonessis eren raonablement bones. Altres missions navals, com l'enfrontament contra bucs sovieticos de superfície o el suport a les opetraciones marítimes, eren secundàries per a la major part de les marines de l'OTAN.

### Conflictes recents

#### Guerra de les Malvines
Els argentins subestimaren l'ús que la Royal Navy anava a fer dels seus submarins. Amb l'enfonsament del creuer argentí General Belgrano, atacat per un submarí nuclear britànic, la flota es va retirar a port.
Al seu torn els argentins van enviar els seus submarins contra la flota britànica. El submarí argentí Sant Luis va operar prop de la flota britànica, però va tenir seriosos problemes en el seu sistema de torpedes. Encara que no van aconseguir enfonsaments els argentins si van crear inquietud i van provocar que una gran quantitat de torpedes antisubmarins es llencessin per la força naval britànica davant qualsevol contacte sospitós. Es creu que la Royal Navy no va aconseguir tenir un contacte real amb un submarí argentí durant la guerra.

#### Timor-Leste
Durant la crisi de Timor-Leste dos submarins indonesis van ser seguit per força naval australiana present enfront de les costes de Timor-Leste. Els autralians van desplegar elements antisubmarins per assegurar les línies de tràfic marítim.

#### Corea
Les dues Coreges empren tàctiques antisubmarinas per fer-se front. Normalment els incidents no es fan públics, però quan són d'extrema gravetat com l'enfonsament de la corbeta sud-coreana Chenoan per un submarí nord-coreà en aigües del mar Groc l'any 2010 si arriben a l'opinió publica.